# Tytthonyx rufiventris
Tytthonyx rufiventris là một loài bọ cánh cứng trong họ Cantharidae. Loài này được Zaragoza Caballero miêu tả khoa học năm 2001.